# Кун Сянси
Кун Сянси́ (кит. упр. 孔祥熙, пиньинь Kǒng Xiángxī; 11 сентября 1881 — 16 августа 1967) — китайский политический и государственный деятель, банкир. Был самым богатым человеком докоммунистического Китая.

## Биография
Кун Сянси родился в уезде Тайгу провинции Шаньси. Получил образование в Оберлинском колледже и Йельском университете в США. Кун Сянси был одним из ведущих экономистов страны и стал богатейшим человеком Китая.
Кун Сянси был соратником Сунь Ятсена и Чан Кайши, в течение долгого времени он занимал высокие посты в правительстве Китайской Республики. Был министром промышленности (1927—1928), министром промышленности и торговли (1928—1931), министром финансов (1933—1944) и президентом Центрального банка Китая (1933—1945). С 1931 года Кун Сянси стал членом Исполнительного комитета Гоминьдана. С 1 января 1938 года по 11 декабря 1939 года был Председателем Исполнительного Юаня Китайской Республики.
В июле 1944 года Кун Сянси был главой китайской делегации на Бреттон-Вудской конференции, в ходе которой были созданы Международный валютный фонд и Международный банк реконструкции и развития.
После поражения гоминьдановской армии в гражданской войне, Кун Сянси эмигрировал в США.
В 1937 году Кун Сянси и ещё два чиновника посетили Германию и были приняты Гитлером.
Кун Сянси был женат вторым браком на Сун Айлин, родной сестре жён Чан Кайши и Сунь Ятсена. Он является потомком Конфуция в 75-м поколении, о чём свидетельствует имя Сян (кит. упр. 祥, пиньинь Xiáng).

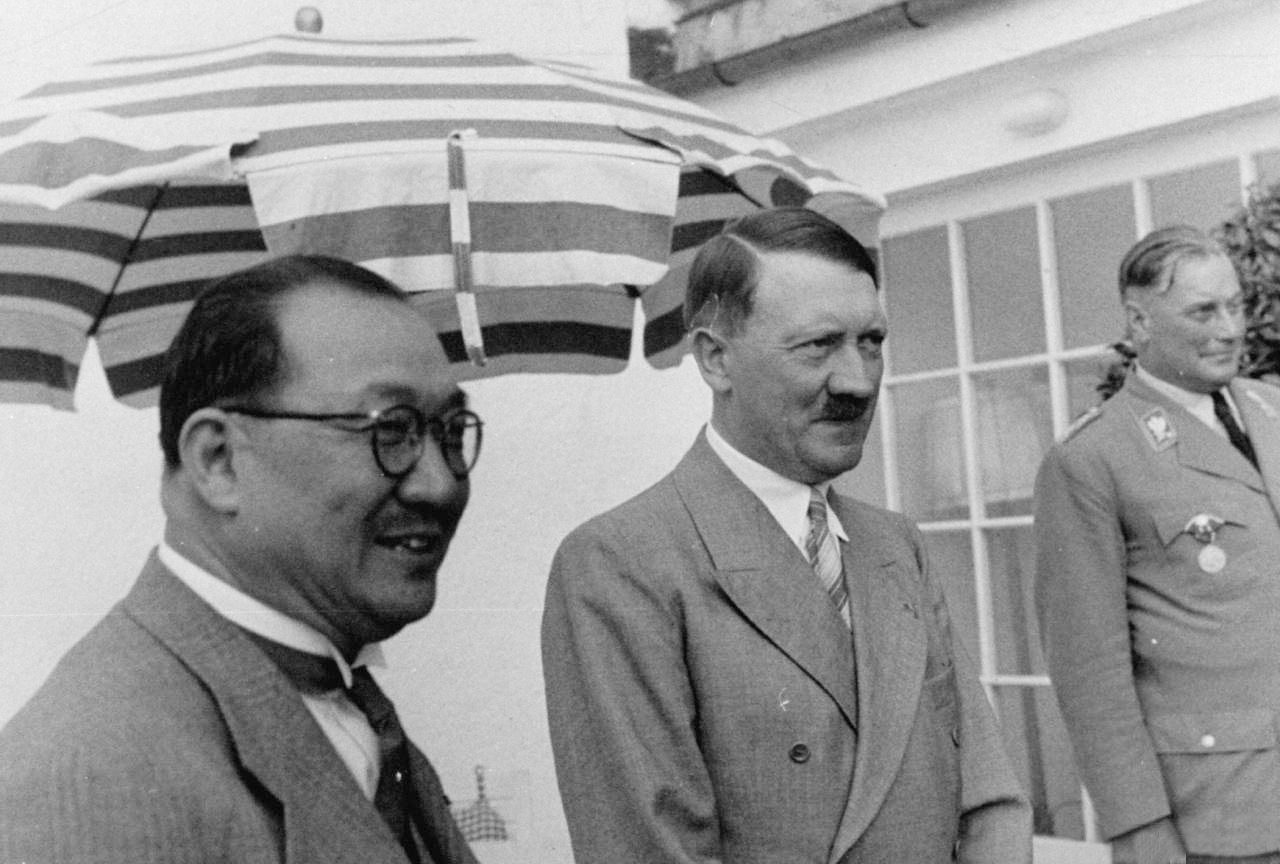
Гитлер принимает Кун Сянси